# Mesontoplatys durandi
Mesontoplatys durandi är en skalbaggsart som beskrevs av Rudolph Petrovitz 1973. Mesontoplatys durandi ingår i släktet Mesontoplatys och familjen Aphodiidae. Inga underarter finns listade i Catalogue of Life.